# Segunda República francesa
La Segunda República francesa fue el régimen político republicano instaurado en Francia durante el periodo comprendido entre el 25 de febrero de 1848 y el 2 de diciembre de 1852. Pese a su brevedad, se produjeron grandes reformas, que llevarían a implantar el sufragio masculino, la abolición definitiva de la esclavitud en las colonias y el derecho al trabajo, instalando los talleres nacionales cuyo objetivo era dar trabajo a los obreros.

## Antecedentes
Después de la Revolución de 1830 contra Carlos X, subió al trono Luis Felipe de Orleans, llamado el rey burgués. Luis Felipe estableció una carta constitucional, aplicando unas reformas más liberales; sin embargo, dada su base electoral restringida, el régimen favoreció mayormente a la alta burguesía, en detrimento de los trabajadores, los intelectuales, y la pequeña burguesía. El sistema no establecía el sufragio universal, que era lo que estos sectores buscaban: solo tenían el derecho a voto quienes pagaban mayores impuestos, la alta burguesía y los terratenientes.
A partir de 1845, Francia comenzó a sufrir una crisis económica: cerraron fábricas, aumentaron los desempleados y el hambre se generalizó. La pequeña burguesía y los estudiantes se unieron a las protestas de los obreros, de manera que cuando el gobierno intentó utilizar a la policía y a las fuerzas armadas, estas se negaron, obligando al rey Luis Felipe de Orleans a abdicar. De esta manera, se creó un Gobierno provisional, que daría paso a la Segunda República francesa.

## Las dos Repúblicas
La Segunda República se desarrolla en dos etapas claramente diferenciadas.
De febrero hasta el 23 de abril de 1848, fecha de las primeras elecciones a la Asamblea nacional, el gobierno provisional de la República se compone de republicanos moderados (Alphonse de Lamartine, Garnier-Pagès, Arago, Crémieux, Marie), de radicales (Ledru-Rollin, Marrast, Flocon) y de socialistas (Louis Blanc y Albert). En apenas dos meses, toman una serie de medidas políticas y sociales sin precedentes: es la llamada «República Social y Democrática».

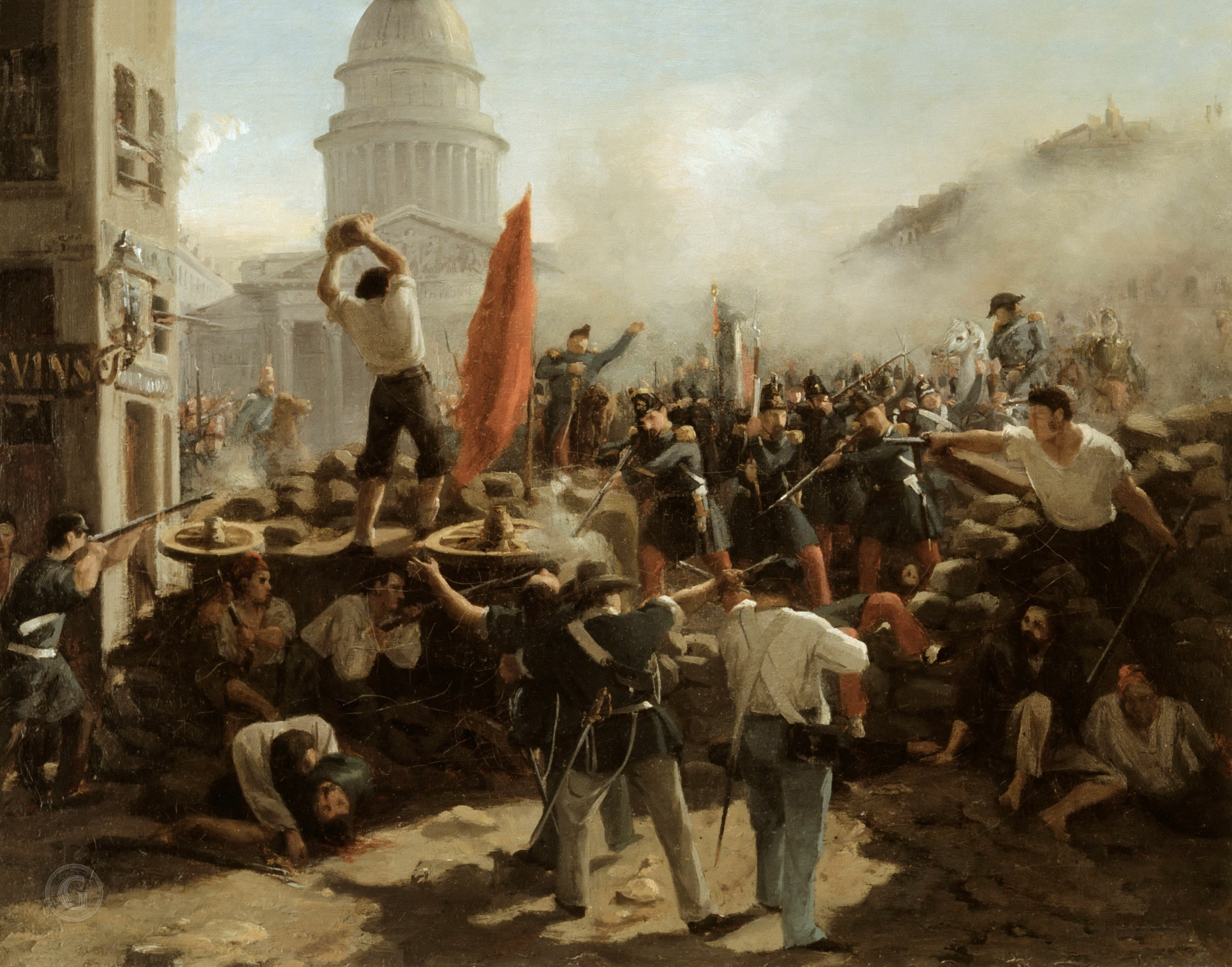
Barricada en París en febrero de 1848, por Horace Vernet.

En las elecciones generales, las primeras con sufragio universal masculino, el peso del voto campesino, tradicionalmente dominado por las clases más conservadoras, imprimió a la política nacional un franco giro hacia la derecha. Los radicales y los socialistas fueron apartados del gobierno, que quedó reducido a cinco miembros: Arago, Lamartine, Ledru-Rollin, Marie y Garnier-Pagès. Unas primeras medidas impopulares, adoptadas sin demora, provocaron manifestaciones de protesta en París del 23 al 26 de junio de 1848. Rápidamente, los obreros tomaron las calles y levantaron barricadas. Se declaró el estado de sitio y la revuelta fue duramente reprimida por el general Cavaignac. Son conocidas como las «Jornadas de junio», y marcan el paso sin transición a una república conservadora y autoritaria.

## De la Segunda República al Segundo Imperio
El 10 de diciembre de 1848, el primer Presidente de la República francesa es elegido por sufragio universal masculino: se trata de Luis Napoléon Bonaparte, el «príncipe-presidente», sobrino de Napoleón Bonaparte. La Constitución preveía un mandato presidencial de cuatro años, sin posibilidad de reelección.
A partir de 1850, Luis Napoleón Bonaparte multiplicó sus giras a las provincias con vistas a una posible reelección. Ante la negativa de la Asamblea a modificar la Constitución en ese sentido, preparó minuciosamente un golpe de Estado que llevó a cabo el 2 de diciembre de 1851, tomando militarmente los puntos estratégicos del país. La represión y aniquilación de sus oponentes fue fulminante. Su toma del poder es ratificada por un plebiscito organizado el 21 de diciembre, en el que buena parte del electorado se ve privado de su derecho a votar. La Constitución va a ser modificada, estableciendo un mandato presidencial de diez años, limitando las prerrogativas de la Asamblea Nacional, y concentrando los poderes en manos del ejecutivo.
El 7 de noviembre de 1852, un nuevo plebiscito pone fin a la Segunda República e instaura el Segundo Imperio. Luis Napoleón Bonaparte es proclamado como «Napoleón III, Emperador de los franceses», el 2 de diciembre de 1852, efemérides de la coronación de Napoleón I y de la batalla de Austerlitz.